# Mk II (лёгкий танк)
Light Tank Mk.II (рус. Лёгкий танк Mk.II) — британский лёгкий танк времён межвоенного периода, разработанный в 1930-е годы на базе лёгкого танка Mk.I и как его дальнейшая замена. В дальнейшем также стал один из прототипов для лёгкого танка Mk.VI. Всего в 1931-1933 годы было построено 120 Mk.II.

## История
Танк Mk I не очень устраивал военных из-за слабого бронирования, что послужило причиной создания новой модели. Было создано множество проектов, но лишь Mk II довели до производства.
О боевом применении танков ничего не известно. Они были в войсках до 1940 года.

## Конструкция
Ходовая часть танка представляла собой четыре сблокированных в 2 тележки катка среднего диаметра. Танк вооружался одним пулемётом «Виккерс». Толщина брони — 6-13 мм.

## Модификации
Существовало несколько модификаций танка:
- Mk.II — первый «серийный» вариант с одной башней и пулемётом, 16 экземпляров;
- Mk.IIA — два пулемёта в башне, 29 экземпляров;
- Mk.IIB — башня конической формы, 21 экземпляр;
- Mk.II Indian Pattern (версия для Индии) — идентичен Mk.IIB, но на башне устроена надстройка с лючками для улучшения обзорности, 54 экземпляра.